# Karponosov
Karponosov je priimek več oseb:
- Aron Gerševič Karponosov, sovjetski general
- Genadij Mihailovič Karponosov, ruski drsač